# KRI Diponegoro
KRI Diponegoro (365) is een Indonesisch korvet van de Sigmaklasse. Het schip is vernoemd naar de Javaanse prins Diponegoro, de leider van de opstand gedurende de Java-oorlog. De bouw van de Diponegoro vond plaats bij de scheepswerf Koninklijke Schelde Groep uit Vlissingen. Het schip is in 2007 in dienst genomen bij de Indonesische marine en toegevoegd aan de oostelijke vloot die Soerabaja als thuishaven heeft.